# 山西广播电视台
37°51′26″N 112°32′32″E / 37.85713°N 112.54231°E
山西广播电视台（SXRTV），是山西省一家主要从事广播电视节目制作、播出的特大型省属事业单位。

## 历史
2004年11月1日，原山西人民广播电台、山西电视台和山西广播电视报社合并成立山西广播电视台。该台目前拥有1000余名职工以及6个广播频率和10个电视频道。
2010年5月，山西广播电视台重组成为中共山西省委、山西省人民政府直属的正厅级建制事业单位，由省委宣传部领导，山西省广电局实施行政管理，实行党委领导下的台长负责制。
2018年10月，山西广播电视台由中共山西省委山西省人民政府直属事业单位调整为山西省人民政府直属事业单位，归口中共山西省委宣传部领导。

## 服务

### 电视频道
山西广播电视台的电视服务源于1960年5月25日成立的太原实验电视台，1962年7月27日停播，1965年7月1日恢复播出，并更名为太原电视台:91，1978年8月1日更名为山西电视台，现有8个电视频道。
| 頻道名稱             | 语言   | 广播格式                          | 啟播時間                                                                    | 频道前身 | 備註                                                             | 備註 |
| 山西卫视             | 普通話 | SD: PAL 576i 16:9 & 4:3 HD: 1080i | 标清版：1960年5月25日（开播） 1998年5月23日（上星） 高清版：2009年          | 太原实验电视台 太原电视台 山西电视台第一套节目                                                                                          | [ 3 ]                                                            |      |
| 黄河电视台（省内版） | 普通話 | SD: PAL 576i 4:3                  | 1992年10月18日                                                              | 山西电视台第二套节目 黄河电视台民生频道                                                                                                 | [ 3 ]                                                            |      |
| 经济与科技频道       | 普通話 | SD: PAL 576i 4:3                  | 开播：2005年3月18日 改名：2006年9月1日 改为现名：2021年1月1日               | 山西有线电视台综合频道 山西电视台新闻综合频道 山西电视台经济资讯频道                                                                    | [ 4 ]                                                            |      |
| 影视频道             | 普通話 | SD: PAL 576i 4:3                  | 2005年                                                                      | 山西有线电视台影视频道 | [ 3 ]                                                            |      |
| 社会与法治频道       | 普通話 | SD: PAL 576i 4:3                  | 开播：2005年1月 改名：2006年9月1日 改为现名：2021年1月1日                   | 山西电视台都市频道 山西电视台科教频道                                                                                                   | [ 4 ]                                                            |      |
| 文体生活频道         | 普通話 | SD: PAL 576i 16:9 HD: 1080i       | 标清版：2002年9月28日 高标清16:9同播：2018年9月11日 改为现名：2022年7月16日 | 山西电视台公共频道（2002-2022）、山西电视台新闻频道（2010-2011）、山西电视台公共·新闻频道（2011-2014）＆山西电视台少儿频道（2006-2020） | 2020年12月31日起，山西少儿频道停播，少儿节目改为文体生活频道播出 |      |
| 优购物频道           | 普通話 | SD: PAL 576i 16:9                 | 2008年9月12日                                                               | |                                                                  |      |

#### 停播频道
- 老年福频道[6]
- 彩民在线频道[6]
- 睛彩山西频道

### 广播频率
山西广播电视台的广播服务源于1949年4月25日开播的山西人民广播电台。现有6个广播频率。即将在中星6B提供服务。
| 頻道名稱 | 语言   | 频道频率                   | 啟播時間       | 频道前身 | 備註  |
| 综合广播 | 普通話 | FM90.4 AM819               | 1949年4月25日  |          | [ 3 ] |
| 经济广播 | 普通話 | FM95.8                     | 1992年12月6日  |          |       |
| 文艺广播 | 普通話 | FM101.5                    | 1995年4月25日  |          |       |
| 健康之声 | 普通話 | FM105.9 FM99.2（北部地区） | 1995年6月1日   |          |       |
| 交通广播 | 普通話 | FM88.0                     | 1997年12月29日 |          |       |
| 音乐广播 | 普通話 | FM94.0                     | 2005年3月1日   |          |       |
| 农村广播 | 普通話 | FM100.9 AM612              | 2006年8月18日  |          |       |
| 故事广播 | 普通話 | FM88.6                     | 2015年9月9日   |          |       |